# Distretto di Mueang Nakhon Si Thammarat
Il distretto di Mueang Nakhon Si Thammarat (in thailandese: เมืองนครศรีธรรมราช) è un distretto (amphoe) della Thailandia, situato nella provincia di Nakhon Si Thammarat, della quale è il capoluogo.